# Joseph-Kapelle (Thüle)

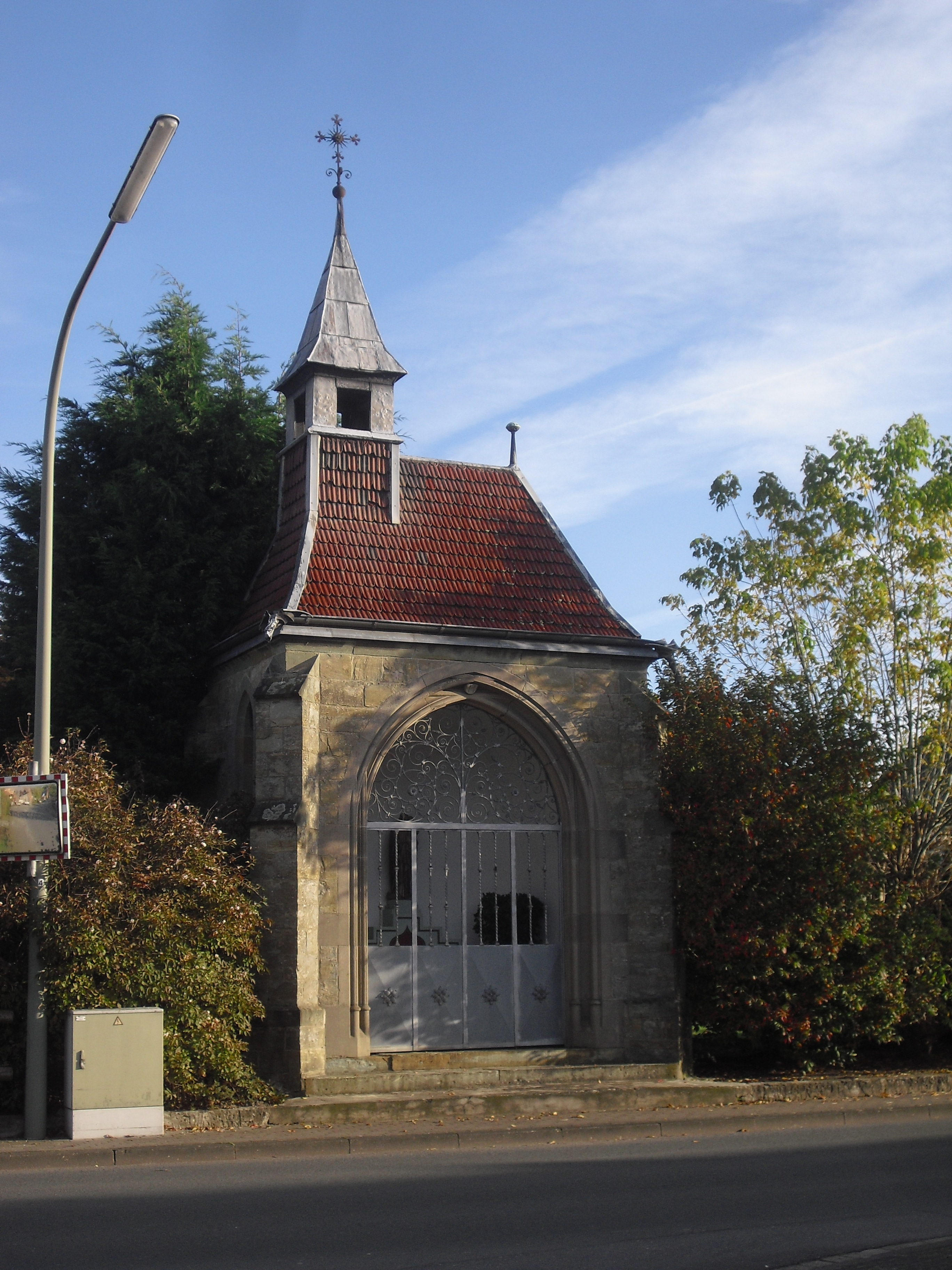
Thüle, Joseph-Kapelle

Die römisch-katholische, denkmalgeschützte Joseph-Kapelle steht in Thüle, einem Gemeindeteil der Stadt Salzkotten im Kreis Paderborn von Nordrhein-Westfalen.

## Beschreibung
Die neugotische Wegekapelle aus Quadermauerwerk wird an den Ecken von Strebepfeilern gestützt. Ihr Walmdach mit den Wasserspeiern an den Ecken erhielt 1911 einen Dachreiter. Der Innenraum ist durch ein schmiedeeisernes Gitter zu betrachten.